# بلدة فالي مقاطعة هدغمان (كنساس)
بلدة فالي، مقاطعة هدغمان (بالإنجليزية: Valley Township, Hodgeman County, Kansas)‏ هي منطقة سكنية تقع في الولايات المتحدة في مقاطعة هوجمان، كانزاس.  يقدر عدد سكانها بـ 58 نسمة ومساحتها 184.97 كم2  وترتفع عن سطح البحر 688 متر.